# Sciara politula
Sciara politula är en tvåvingeart som beskrevs av Edwards 1927. Sciara politula ingår i släktet Sciara och familjen sorgmyggor. Inga underarter finns listade i Catalogue of Life.